# Leopold 1. af Anhalt-Dessau
Fyrst Leopold 1. af Anhalt-Dessau, også kaldet Den Gamle Dessauer (tysk: Der Alte Dessauer), (3. juli 1676 – 7. april 1747) var fyrste af det tyske fyrstendømme Anhalt-Dessau fra 1693 til 1747 og preussisk feltmarskal.
Han var søn af fyrst Johan Georg 2. af Anhalt-Dessau og tilhørte fyrstehuset Askanien.

## Eksterne links
- Wikimedia Commons har flere filer relateret til Leopold 1. af Anhalt-Dessau

 Der er for få eller ingen kildehenvisninger i denne artikel, hvilket er et problem. Du kan hjælpe ved at angive troværdige kilder til de påstande, som fremføres i artiklen.

| Leopold 1.Huset AskanienFødt: 3. juli 1676 Død: 7. april 1747 |                                     |                           |
| Titler som regent                                             |                                     |                           |
| Foregående: Johan Georg 2.                                    | Fyrste af Anhalt-Dessau 1693 – 1747 | Efterfølgende: Leopold 2. |